# アーリントンミリオンステークス
アーリントンミリオンステークス（Arlington Million Stakes）とは、2021年までアメリカ合衆国イリノイ州のアーリントンパーク競馬場で、2022年はケンタッキー州のチャーチルダウンズ競馬場、2023年からはバージニア州のコロニアルダウンズ競馬場で行われる競馬の平地競走である。

## 概要
1981年に世界で初めての賞金総額100万ドルの競走として創設された。競走名はその賞金額（100万＝Million）に由来している。施行条件は2021年までは芝10ハロン、2022年からは芝9ハロンに距離が短縮されて行われることとなった。1983年よりG1に格付けされている。
また、2000年からはワールドシリーズ・レーシング・チャンピオンシップの対象競走となっている（2005年を最後に休止）。
2021年は賞金総額が60万ドルに減額され、「ミリオン」の文字がふさわしくなくなるとして『ミスターD.ステークス』に名前を変更の上開催された（レース名は同競馬場の元オーナーであるリチャード・L・ダッチスワに由来する）。そして同年の9月末にアーリントンパークの土地はチャーチルダウンズ社からNFLシカゴ・ベアーズに売却され、競馬場は閉鎖。本競走も2021年を以て終了となる予定だったが、2022年はチャーチルダウンズの本社があるケンタッキー州ルイビルのチャーチルダウンズ競馬場に移設、継続されることになった。

なお、アーリントンで行われていた日本の阪神競馬場との交換競走『阪神カップステークス』もチャーチルダウンズに移設。阪神競馬場で行われていた『アーリントンカップ』は、2024年まではそのままのタイトルで継続されたが、2025年からは『チャーチルダウンズカップ』に改称となる。

## 歴史
- 1981年 アーリントンミリオン招待の名前で創設。当初は格付け無し。
- 1982年 バドワイザーミリオンに改称。
- 1983年 G1に格付けされる。
- 1984年 ジョンヘンリー（John Henry）が3年ぶり2度目の優勝。
- 1986年 エストラペイド（Estrapade）が牝馬として初優勝。
- 1985年 レース名を「バドワイザー・アーリントンミリオンステークス」に改称。1988年から「アーリントンミリオン」・1991年から「アーリントンミリオンステークス」にそれぞれ改称。
- 1988年 アーリントンパーク競馬場が改装のためカナダのウッドバイン競馬場にて代替開催。
- 1998年・1999年 アーリントンパーク競馬場休止のため開催なし。
- 2000年 ワールドシリーズ・レーシング・チャンピオンシップの対象競走となる。（2005年を最後にシリーズ休止）
- 2001年 シルヴァノ（Silvano）が優勝し、ドイツ調教馬としてアメリカのG1競走に初優勝。
- 2007年 ジャンバラヤ（Jambalaya）を管理するキャサリン・デイ・フィリップスが女性調教師として初優勝。
- 2020年 新型コロナウイルス感染拡大による影響で中止[6]。
- 2021年 名称を「ミスターD.ステークス」に変更。賞金総額をこれまでの100万ドルから60万ドルに減額。同年を以てアーリントンパーク競馬場が閉鎖される。
- 2022年 本年のみ開催場をケンタッキー州ルイビルのチャーチルダウンズ競馬場に変更。名称を元の「アーリントンミリオン」に戻し、賞金総額も2019年以前と同じ100万ドルに戻される。
- 2023年 開催場をコロニアルダウンズ競馬場に変更。

### 歴代優勝馬
| 回数   | 施行日        | 調教国・優勝馬                             | 日本語読み                                 | 性齢                                       | タイム                                     | 優勝騎手                                   | 管理調教師                                 |
| ------ | ------------- | ------------------------------------------ | ------------------------------------------ | ------------------------------------------ | ------------------------------------------ | ------------------------------------------ | ------------------------------------------ |
| 第1回  | 1981年8月30日 | John Henry                                 | ジョンヘンリー                             | 騸6                                        | 2:07 3/5                                   | W.シューメーカー                           | R.マッカナリー                             |
| 第2回  | 1982年8月29日 | Perrault                                   | ペロー                                     | 牡5                                        | 1:58 4/5                                   | L.ピンカイ Jr.                             | C.ウィッティンガム                         |
| 第3回  | 1983年8月28日 | Tolomeo                                    | トロメオ                                   | 牡3                                        | 2:04 2/5                                   | P.エデリー                                 | L.クマーニ                                 |
| 第4回  | 1984年8月26日 | John Henry                                 | ジョンヘンリー                             | 騸9                                        | 2:01 2/5                                   | C.マッキャロン                             | R.マッカナリー                             |
| 第5回  | 1985年8月25日 | Teleprompter                               | テレプロンプター                           | 騸5                                        | 2:03 2/5                                   | T.イヴス                                   | J.ワッツ                                   |
| 第6回  | 1986年8月31日 | Estrapade                                  | エストラペイド                             | 牝6                                        | 2:00 4/5                                   | F.トロ                                     | C.ウィッティンガム                         |
| 第7回  | 1987年9月6日  | Manila                                     | マニラ                                     | 牡4                                        | 2:02 2/5                                   | A.コルデロ Jr.                             | L.ジョリー                                 |
| 第8回  | 1988年8月20日 | Mill Native                                | ミルネイティヴ                             | 牡4                                        | 2:00 0/5                                   | C.アスムッセン                             | A.ファーブル                               |
| 第9回  | 1989年9月3日  | Steinlen                                   | ステインレン                               | 牡6                                        | 2:03 3/5                                   | J.サントス                                 | D.ルーカス                                 |
| 第10回 | 1990年9月2日  | Golden Pheasant                            | ゴールデンフェザント                       | 牡4                                        | 1:59 3/5                                   | G.スティーヴンス                           | C.ウィッティンガム                         |
| 第11回 | 1991年9月1日  | Tight Spot                                 | タイトスポット                             | 牡4                                        | 1:59.55                                    | L.ピンカイ Jr.                             | R.マッカナリー                             |
| 第12回 | 1992年9月6日  | Dear Doctor                                | ディアドクター                             | 牡5                                        | 1:59 3/5                                   | C.アスムッセン                             | J.ハモンド                                 |
| 第13回 | 1993年8月29日 | Star of Cozzene                            | スターオブコジーン                         | 牡5                                        | 2:07.50                                    | J.サントス                                 | M.ヘニング                                 |
| 第14回 | 1994年8月28日 | Paradise Creek                             | パラダイスクリーク                         | 牡5                                        | 1:59.78                                    | P.デイ                                     | W.モット                                   |
| 第15回 | 1995年8月27日 | Awad                                       | アワッド                                   | 牡5                                        | 1:58.69                                    | E.マープル                                 | D.ドンク                                   |
| 第16回 | 1996年8月25日 | Mecke                                      | メッキー                                   | 牡5                                        | 2:00.49                                    | R.デイヴィス                               | E.トルトラ                                 |
| 第17回 | 1997年8月25日 | Marlin                                     | マーリン                                   | 牡4                                        | 2:02.54                                    | G.スティーヴンス                           | D.ルーカス                                 |
|        | 1998年        | アーリントンパーク競馬場休止に伴い開催なし | アーリントンパーク競馬場休止に伴い開催なし | アーリントンパーク競馬場休止に伴い開催なし | アーリントンパーク競馬場休止に伴い開催なし | アーリントンパーク競馬場休止に伴い開催なし | アーリントンパーク競馬場休止に伴い開催なし |
|        | 1999年        | アーリントンパーク競馬場休止に伴い開催なし | アーリントンパーク競馬場休止に伴い開催なし | アーリントンパーク競馬場休止に伴い開催なし | アーリントンパーク競馬場休止に伴い開催なし | アーリントンパーク競馬場休止に伴い開催なし | アーリントンパーク競馬場休止に伴い開催なし |
| 第18回 | 2000年8月19日 | Chester House                              | チェスターハウス                           | 牡5                                        | 2:01.40                                    | J.ベイリー                                 | R.フランケル                               |
| 第19回 | 2001年8月18日 | Silvano                                    | シルヴァノ                                 | 牡5                                        | 2:02.64                                    | A.スボリッチ                               | A.ウォーラー                               |
| 第20回 | 2002年8月17日 | Beat Hollow                                | ビートホロウ                               | 牡6                                        | 2:02.94                                    | J.ベイリー                                 | R.フランケル                               |
| 第21回 | 2003年8月16日 | Sulamani                                   | スラマニ                                   | 牡4                                        | 2:02.29                                    | D.フローレス                               | S.ビン・スルール                           |
| 第22回 | 2004年8月14日 | Kicken Kris                                | キッケンクリス                             | 牡4                                        | 2:00.08                                    | K.デザーモ                                 | M.モッツ                                   |
| 第23回 | 2005年8月13日 | Powerscourt                                | パワーズコート                             | 牡5                                        | 2:03.38                                    | K.ファロン                                 | A.オブライエン                             |
| 第24回 | 2006年8月12日 | The Tin Man                                | ザティンマン                               | 騸8                                        | 2:01.35                                    | V.エスピノーザ                             | R.マンデラ                                 |
| 第25回 | 2007年8月11日 | Jambalaya                                  | ジャンバラヤ                               | 騸5                                        | 2:04.76                                    | R.アルバラード                             | C.フィリップス                             |
| 第26回 | 2008年8月9日  | Spirit One                                 | スピリットワン                             | 牡4                                        | 2:02.17                                    | I.メンディザバル                           | P.ドゥメルキャステル                       |
| 第27回 | 2009年8月8日  | Gio Ponti                                  | ジオポンティ                               | 牡4                                        | 2:04.19                                    | R.ドミンゲス                               | C.クレメント                               |
| 第28回 | 2010年8月21日 | Debussy                                    | ドビュッシー                               | 牡4                                        | 2:03.01                                    | W.ビュイック                               | J.ゴスデン                                 |
| 第29回 | 2011年8月13日 | Cape Blanco                                | ケープブランコ                             | 牡4                                        | 2:05.39                                    | J.スペンサー                               | A.オブライエン                             |
| 第30回 | 2012年8月18日 | Little Mike                                | リトルマイク                               | 騸5                                        | 2:02.44                                    | R.ドミンゲス                               | D.ロマンス                                 |
| 第31回 | 2013年8月17日 | Real Solution                              | リアルソリューション                       | 牡4                                        | 2:00.99                                    | A.ガルシア                                 | C.ブラウン                                 |
| 第32回 | 2014年8月16日 | Hardest Core                               | ハーデストコア                             | 騸4                                        | 2:01.51                                    | E.ヴァス                                   | E.グラハム                                 |
| 第33回 | 2015年8月15日 | The Pizza Man                              | ザピッツァマン                             | 騸6                                        | 2:02.20                                    | F.ジェルー                                 | R.ブルーグマン                             |
| 第34回 | 2016年8月13日 | Mondialiste                                | モンディアリスト                           | 牡6                                        | 2:01.87                                    | D.タドホープ                               | D.オメーラ                                 |
| 第35回 | 2017年8月12日 | Beach Patrol                               | ビーチパトロール                           | 牡4                                        | 2:02.39                                    | J.ロサリオ                                 | C.ブラウン                                 |
| 第36回 | 2018年8月11日 | Robert Bruce                               | ロバートブルース                           | 牡4                                        | 2:02.29                                    | I.オルティスJr.                            | C.ブラウン                                 |
| 第37回 | 2019年8月10日 | Bricks and Mortar                          | ブリックスアンドモルタル                   | 牡5                                        | 1:59.44                                    | I.オルティスJr.                            | C.ブラウン                                 |
|        | 2020年        | 新型コロナウイルス感染拡大の影響により中止 | 新型コロナウイルス感染拡大の影響により中止 | 新型コロナウイルス感染拡大の影響により中止 | 新型コロナウイルス感染拡大の影響により中止 | 新型コロナウイルス感染拡大の影響により中止 | 新型コロナウイルス感染拡大の影響により中止 |
| 第38回 | 2021年8月14日 | Two Emmys                                  | トゥーエミーズ                             | 騸5                                        | 2:03.34                                    | J.グラハム                                 | H.ロバートソン                             |
| 第39回 | 2022年8月13日 | Santin                                     | サンティン                                 | 牡4                                        | 1:46.88                                    | T.ガファリオン                             | B.ウォルシュ                               |
| 第40回 | 2023年8月12日 | Set Piece                                  | セットピース                               | 騸7                                        | 1:58.19                                    | F.ジェルー                                 | B.コックス                                 |
| 第41回 | 2024年8月11日 | Nations Pride                              | ネーションズプライド                       | 牡5                                        | 2:01.96                                    | W.ビュイック                               | C.アップルビー                             |
| 第42回 | 2025年8月9日  | Fort Washington                            | フォートワシントン                         | 牡6                                        | 1:59.58                                    | J.アルバラード                             | C.マゴーヒー                               |